# Martin Banga Ayanyaki
Martin Banga Ayanyaki OSA (ur. 1 grudnia 1972 w Dungu) – kongijski duchowny rzymskokatolicki, biskup Buty od 2024. 

## Życiorys
28 sierpnia 2003 otrzymał święcenia kapłańskie w Zakonie Świętego Augustyna. Przez kilka lat pracował jako duszpasterz parafialny. W 2010 został wikariuszem regionalnym, a w latach 2014–2020 studiował socjologię na Papieskim Uniwersytecie Gregoriańskim. W 2022 ponownie został wikariuszem kongijskiego regionu zakonnego, jednocześnie był wykładowcą socjologii na uniwersytecie w Kinszasie.
15 kwietnia 2024 papież Franciszek mianował go biskupem diecezji Buta. Sakry udzielił mu 7 lipca 2024 kardynał Fridolin Ambongo.